# خلهكفش عليا (مقاطعة دالاهو)
خلهكفش عليا (بالفارسية: خله‌کفش علیا) هي قرية تقع في كرمانشاه في إيران. يقدر عدد سكانها بـ 43 نسمة .